# Plas Johnson
Plas Johnson (* 21. července 1931 Donaldsonville, Louisiana, USA) je americký jazzový saxofonista. Je autorem saxofonové linky ve skladbě „The Pink Panther theme“ amerického skladatele Henryho Manciniho. Od konce čtyřicátých let hrál s Charlesem Brownem. Od padesátých let hrál s mnoha významnými umělci, jako byli Frank Sinatra, Peggy Lee nebo Nat King Cole. V roce 1980 hrál na albu Heartattack and Vine od Toma Waitse. Mimo to hrál s umělci, jako byli B. B. King, Johnny Otis, Lalo Schifrin nebo skupina The Wrecking Crew.